# Panolopus costatus
Panolopus costatus — вид веретільницеподібних ящірок родини Diploglossidae. Мешкає на Гаїті та на сусідніх островах.

## Підвиди
Виділяють одинадцять підвидів:
- Celestus costatus costatus (Cope, 1862) — півострів Тібурон (південь Гаїті);
- Celestus costatus aenetergum Schwartz & Jacobs, 1989 — острів Каталініта[es];
- Celestus costatus emys Schwartz, 1971 — острів Тортуга;
- Celestus costatus saonae Schwartz, 1964 — острів Саона[en];
- Celestus costatus chalcorhabdus Schwartz, 1964 — крайній схід Домініканської Республіки;
- Celestus costatus leionotus Schwartz, 1964 — Домініканська Республіка (Вальє-де-Сан-Хуан[de], міжгірські долини в горах Неїба[de] і південні схили Центрального хребта);
- Celestus costatus nesobous Schwartz, 1964 — острів Ваш[en];
- Celestus costatus oreistes Schwartz, 1964 — південний схід Гаїті (гори Монтань-Нуар[en] і Масив-де-ла-Сель, сусідні низовини), Домініканська Республіка (від гір Сьєрра-де-Баоруко[en] до східного узбережжя півострова Бараона);
- Celestus costatus neiba Schwartz, 1964 — гори Сьєрра-де-Неїба[de];
- Celestus costatus psychonothes Schwartz, 1964 — внутрішні райони Центрального хребта в Домініканській Республіці.
- Celestus costatus melanchrous Schwartz, 1964 — центр і схід Гаїті, Домініканська Республіка (на схід до півострова Самана[en]).

## Поширення і екологія
Panolopus costatus мешкають на території Гаїті і Домініканської Республіки. Вони живуть в широколистяних тропічних лісах, соснових лісах, на плантаціях і пасовищах, в садах, серед опалого листя, хмизу і каміння. Зустрічаються на висоті до 2300 м над рівнем моря. Є всеїдними і живородними.